# جونيور روبنسون
جونيور روبنسون (بالإنجليزية: Junior Robinson)‏ هو لاعب كرة قدم أمريكية ولاعب كرة القدم الكندية أمريكي، ولد في 3 فبراير 1968 في هاي بوينت في الولايات المتحدة، وتوفي في 30 سبتمبر 1995 في وينستون-سالم في الولايات المتحدة.

## وصلات خارجية
- جونيور روبنسون على موقع مرجع كرة القدم المحترفة.كوم (الإنجليزية)